# 기타시게야스정
기타시게야스정(일본어: 北茂安町)은 일본 사가현 미야키군에 있던 정이다. 

## 역사
- 1889년 4월 1일 - 정촌제 시행에 수반해 야부군 기타시게야스촌이 성립하였다.
- 1896년 3월 26일 - 야부군, 미네군, 기이군과 합병해 미야키군이 되었다.
- 1965년 4월 1일 - 정으로 승격해 기타시게야스정이 되었다.
- 2005년 3월 1일 - 나카바루정, 미네정과 합병해 미야키정이 되어 소멸하였다.

## 출신인
- 고가 도시히코 - 유도선수